# خاور نزدیک

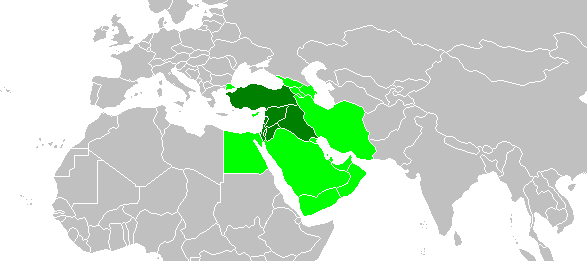
خاور نزدیک

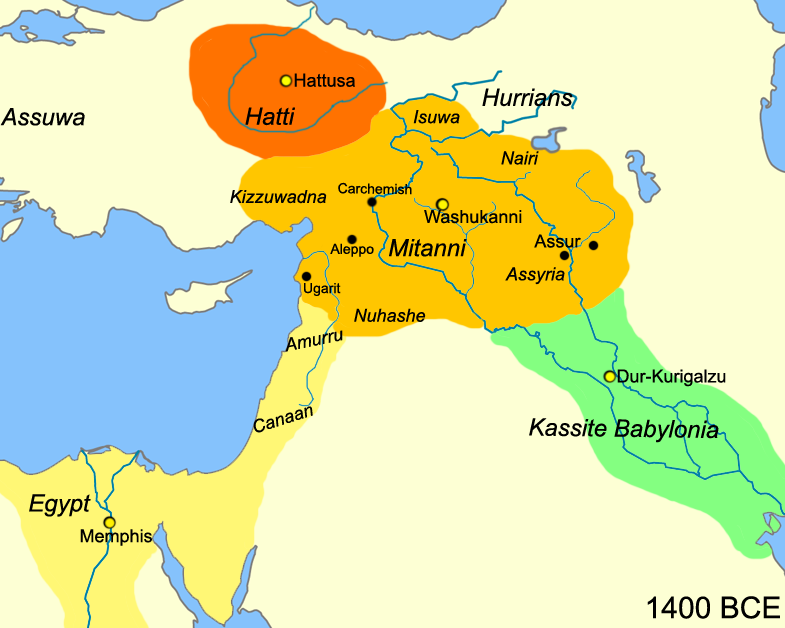
خاور نزدیک در ۱۴۰۰ ق. م

خاور نزدیک یا شرق نزدیک، اصطلاحی است که برای اشاره به مناطقی چون بخشی از غرب آسیا که در گذشته در قلمرو آسیایی امپراتوری عثمانی قرار داشته‌اند گفته می‌شود؛ کشورهایی چون اردن، سوریه، لبنان، ترکیه، قبرس، عراق، اسرائیل و فلسطین در این محدوده‌اند.
این اصطلاح در بریتانیا متداول شده است و سابقاً به کشورهای شبه‌جزیرهٔ بالکان گفته می‌شد.
این اصطلاح عموماً توسط باستان‌شناسان و تاریخ‌نگاران، و با رواجی کمتر، در میان روزنامه‌نگاران و تفسیرگران کاربرد دارد.
مصر را نیز گاه بخشی از خاور نزدیک به‌شمار می‌آورند.

## مسئله شرق
در آغاز قرن نوزدهم، امپراتوری عثمانی شامل تمام بالکان، از شمال تا لبه جنوبی دشت بزرگ مجارستان، بود. اما تا سال ۱۹۱۴، این امپراتوری تمام سرزمین‌های خود را به جز قسطنطنیه و تراکیه شرقی، به دلیل ظهور کشورهای ملی‌گرای بالکان از دست داد که منجر به استقلال پادشاهی یونان، پادشاهی صربستان، شاهزاده‌نشین‌های دانوب و پادشاهی بلغارستان شد. تا سال ۱۹۱۲، عثمانی‌ها بخشی از سرزمین‌های خود شامل آلبانی، مقدونیه و ولایت آدریانوپل را حفظ کردند که در دو جنگ بالکان ۱۹۱۲-۱۹۱۳ از دست رفتند.
امپراتوری عثمانی که گمان می‌رفت در شرف فروپاشی است، در مطبوعات به عنوان «مرد بیمار اروپا» به تصویر کشیده می‌شد. کشورهای بالکان، به استثنای جزئی بوسنی و آلبانی، عمدتاً مسیحی بودند، همانطور که اکثر لبنان نیز مسیحی بودند. از سال ۱۸۹۴، عثمانی‌ها به ارمنی‌ها و آشوری‌ها به این دلیل صریح که آنها مردمانی غیرمسلمان هستند و به همین دلیل تهدیدی بالقوه برای امپراتوری مسلمانی که در آن زندگی می‌کردند، محسوب می‌شدند، حمله کردند. کشتار حمیدیه، قتل‌عام آدانا و کشتارهای بدرخان که آشوری‌ها و ارمنی‌ها را هدف قرار می‌داد، خشم کل جهان مسیحی را برانگیخت. در ایالات متحده آمریکا، جولیا وارد هوی، نویسنده‌ی سرود جنگی جمهوری که در آن زمان پیر شده بود، وارد جنگ لفظی شد و به صلیب سرخ پیوست. روابط اقلیت‌ها در امپراتوری عثمانی و وضعیت سرزمین‌های سابق عثمانی به عنوان «مسئله‌ی شرق» شناخته شد، زیرا عثمانی‌ها در شرق اروپا قرار داشتند.
اکنون تعریف شرقِ مسئله‌ی شرق اهمیت پیدا کرد. تقریباً در اواسط قرن نوزدهم، اصطلاح خاور نزدیک برای توصیف آن بخش از شرق که به اروپا نزدیک‌تر بود، به کار رفت. اصطلاح خاور دور همزمان با آن به معنای ژاپن، چین، کره، اندونزی و ویتنام ظاهر شد. خاور نزدیک به آنچه عمدتاً به عنوان شام شناخته می‌شد، اطلاق می‌شد که در باب عالی یا دولت عثمانی قرار داشت. اروپایی‌ها نمی‌توانستند بدون مجوز از امپراتوری عثمانی، پا به بیشتر سواحل مدیترانه جنوبی و مرکزی از خلیج سرت تا آلبانی بگذارند.
برخی مناطق فراتر از بندر عثمانی نیز در این فهرست گنجانده شده بودند. یکی از آنها شمال آفریقا در غرب مصر بود. این منطقه توسط پادشاهی‌های دزدان دریایی ساحل بربری اشغال شده بود که از قرن هجدهم عملاً مستقل بودند و قبلاً بخشی از امپراتوری در اوج خود بودند. ایران نیز در این فهرست گنجانده شد زیرا دسترسی به آن جز از طریق امپراتوری عثمانی یا همسایه‌اش روسیه به راحتی امکان‌پذیر نبود. در دهه ۱۸۹۰ این اصطلاح بیشتر بر درگیری‌های کشورهای بالکان و ارمنستان متمرکز بود. زوال «مرد بیمار اروپا» سردرگمی قابل توجهی در مورد معنای خاور نزدیک ایجاد کرد. اکنون این اصطلاح معمولاً فقط در زمینه‌های تاریخی برای توصیف کشورهای غرب آسیا از مدیترانه تا (یا شامل) ایران استفاده می‌شود. به طور خلاصه، هیچ فهرست ثابت و قابل فهم جهانی از ملت‌ها، زبان‌ها یا دارایی‌های تاریخی که در آن تعریف شده باشند، وجود ندارد.

## پس زمینه
اصطلاحات جغرافیایی خاور نزدیک و خاور دور به مناطقی از جهان که در امپراتوری سابق بریتانیا یا مجاور آن و مستعمرات همسایه هلندی‌ها، پرتغالی‌ها، اسپانیایی‌ها و آلمانی‌ها قرار دارند، اشاره دارد. آن‌ها به عنوان یک جفت بر اساس تضادهای دور و نزدیک در کنار هم قرار می‌گیرند و نشان می‌دهند که آن‌ها با هم ابداع شده‌اند. آن‌ها در مجلات اواسط قرن نوزدهم با هم ظاهر می‌شوند. هر دو اصطلاح قبل از آن با معانی محلی بریتانیایی و آمریکایی استفاده می‌شدند: خاور نزدیک یا دور یک مزرعه، روستا یا منطقه.
ایده‌های شرق تا جنگ جنایی
یک تمایل زبانی برای استفاده از چنین اصطلاحاتی وجود داشت. رومی‌ها آنها را در گال نزدیک / گال دور، اسپانیا نزدیک / اسپانیا دور و جاهای دیگر استفاده می‌کردند. پیش از آنها یونانیان عادت داشتند، همانطور که در Linear B، قدیمی‌ترین خط شناخته شده اروپا، به نظر می‌رسد، به استان نزدیک و استان دور پادشاهی پیلوس. معمولاً این اصطلاحات با اشاره به یک ویژگی جغرافیایی، مانند رشته کوه یا رودخانه، ارائه می‌شدند.
جغرافیای بطلمیوس آسیا را بر اساس مشابهی تقسیم‌بندی کرده است. در شمال «سکاها در این سوی هیمالیا» و «سکاها در آن سوی هیمالیا» قرار دارند. در جنوب «هند در این سوی گنگ» و «هند در آن سوی گنگ» قرار دارند. آسیا از سواحل آناتولی («سرزمین طلوع خورشید») آغاز می‌شد. در آن سوی گنگ و هیمالیا (از جمله تین شان) سریکا و سرای (بخش‌هایی از چین) و برخی مکان‌های قابل شناسایی دیگر در شرق دور وجود داشتند که برای مسافران و جغرافی‌دانان شناخته شده بودند، اما برای عموم مردم اروپا شناخته شده نبودند.
در زمان اطلس دریایی جان سلر در سال ۱۶۷۰، «هند آن سوی گنگ» به «هند شرقی» شامل چین، کره، جنوب شرق آسیا و جزایر اقیانوس آرام تبدیل شده بود، در نقشه‌ای که با وجود گذشت تقریباً ۱۵۰۰ سال، به همان اندازه نقشه بطلمیوس تحریف شده بود. آن «شرق» به نوبه خود تنها ترجمه انگلیسی کلمات لاتین Oriens و Orientalis، «سرزمین خورشید در حال طلوع» بود که از زمان روم برای «شرق» استفاده می‌شد. نقشه جهان جودوکوس هوندیوس در سال ۱۵۹۰، تمام آسیا را از دریای خزر تا اقیانوس آرام به عنوان India Orientalis نامگذاری می‌کند.
الیزابت یکم انگلستان، که در درجه اول به تجارت با شرق علاقه‌مند بود، با بازرگانان انگلیسی همکاری کرد تا اولین شرکت‌های تجاری را با استفاده از اصطلاحات خاص خود به مناطق دوردست تشکیل دهند. اهداف آنها کسب امتیازات تجاری از طریق معاهده (دولت امپراتوری عثمانی) در قسطنطنیه بود. در مقایسه با آناتولی، لوانت همچنین به معنای "سرزمین طلوع خورشید" است، اما در حالی که آناتولی همیشه فقط به معنای پیش بینی زمینی بود که در حال حاضر توسط جمهوری ترکیه اشغال شده بود، لوانت به هر مکانی در قلمرو تحت حکومت پورت عثمانی اطلاق می‌شد. کمپانی هند شرقی بریتانیا (که در ابتدا به عنوان "فرماندار و شرکت بازرگانان لندن که در هند شرقی تجارت می‌کنند" نامگذاری شده بود) در سال ۱۶۰۰ برای تجارت با هند شرقی تأسیس شد.
مورخان غربی از زوال امپراتوری عثمانی چنان نوشته‌اند که گویی زمانی حکومتی پایدار و بی‌رقیب به همین نام وجود داشته است. مرزها گسترش و انقباض می‌یافتند، اما از همان ابتدا همواره پویا و همواره در معرض «سوال» بودند. امپراتوری عثمانی از سرزمین‌های امپراتوری روم شرقی سابق، به مناسبت سقوط خشونت‌آمیز آن، ایجاد شد. آخرین امپراتور روم در ماه مه ۱۴۵۳ در خیابان‌های پایتخت خود، قسطنطنیه، در حالی که توسط ارتش عثمانی مغلوب شده بود، در حال نبرد تن به تن درگذشت. فاتحان، قلمرو باقی‌مانده او را در بالکان به ارث بردند.
سرزمین‌های مجارستان تحت حکومت ترکیه تا سال ۱۶۸۸ بخشی از سلطنت هابسبورگ شده بودند. در جنگ بزرگ ترکیه. انقلاب صربستان، ۱۸۰۴-۱۸۳۳. صربستان مدرن را ایجاد کرد. جنگ استقلال یونان، ۱۸۲۱-۱۸۳۲، یونان مدرن را ایجاد کرد که بیشتر سرزمین‌های یونان باستان را پس گرفت، اما نتوانست قسطنطنیه را تصرف کند. در اوایل قرن نوزدهم، کشتی‌های جنگی آمریکایی و بریتانیایی مجبور شدند به دزدان دریایی بربر حمله کنند تا دزدی دریایی آنها را متوقف کنند و هزاران اروپایی و آمریکایی به بردگی گرفته شده را آزاد کنند.
در سال ۱۸۵۳، امپراتوری روسیه به نمایندگی از کشورهای اسلاو بالکان، موجودیت امپراتوری عثمانی را زیر سوال برد. نتیجه این امر جنگ کریمه، ۱۸۵۳-۱۸۵۶ بود که در آن امپراتوری بریتانیا و امپراتوری فرانسه از امپراتوری عثمانی در مبارزه با تهاجمات امپراتوری روسیه حمایت کردند. در نهایت، امپراتوری عثمانی کنترل منطقه بالکان را از دست داد.
مفهوم دیپلماتیک اولیه خاور نزدیک
تا حدود سال ۱۸۵۵، اصطلاحات خاور نزدیک و خاور دور به هیچ منطقه خاصی اشاره نمی‌کردند. خاور دور، عبارتی که شامل اسم «شرق» است و با صفت «دور» توصیف می‌شود، می‌تواند در هر مکانی در «شرق دور» قلمرو اصلی گوینده باشد. به عنوان مثال، امپراتوری عثمانی به همان اندازه که هند شرقی را در بر می‌گرفت، شرق دور نیز محسوب می‌شد. جنگ کریمه با معرفی اصطلاحاتی که برای اواخر قرن نوزدهم آشناتر بودند، تغییری در واژگان ایجاد کرد. امپراتوری روسیه وارد مرحله تهاجمی‌تری شده بود و از نظر نظامی علیه امپراتوری عثمانی و همچنین علیه چین فعال شده بود، با هدف گسترش سرزمین‌ها. دولت بریتانیا با بازنگری در سیاست‌های خود تصمیم گرفت که دو کشور مورد حمله برای توازن قدرت ضروری هستند. بنابراین، متعهد شد که در هر دو مکان با روس‌ها مقابله کند که یکی از نتایج آن جنگ کریمه بود. در طول آن جنگ، دولت امپراتوری بریتانیا شروع به انتشار واژگان جدیدی کرد که معنای منطقه‌ای خاصی به خاور نزدیک، امپراتوری عثمانی، و خاور دور، هند شرقی می‌داد. این دو اصطلاح اکنون اسم‌های مرکبی بودند که اغلب با خط فاصله نشان داده می‌شدند.
در سال 1855، چاپ مجدد نامه‌ای که قبلاً به روزنامه تایمز ارسال شده بود، در مجله لیتل لیوینگ ایج منتشر شد. نویسنده آن، توماس تیلور مدوز، «مترجم رسمی چینی با 10 سال سابقه خدمت فعال» و عضو باشگاه شرقی، در پاسخ به پیشنهاد مترجم دیگری مبنی بر اینکه امپراتوری بریتانیا منابع خود را صرف تهدید دروغین روسیه علیه چین می‌کند، بود. او در پایان نامه گفت:
حمایت از «مرد بیمار» در خاورمیانه کاری دشوار و پرهزینه است؛ بگذارید انگلستان، فرانسه و آمریکا نیز مراقب باشند که چگونه یک «غول بیمار» در خاور دور ایجاد می‌کنند، زیرا می‌توانند مطمئن باشند که اگر ترکیه یک ضرورت اروپایی است، چین یک ضرورت جهانی است.
بخش عمده‌ای از دولت استعماری متعلق به این باشگاه بود که توسط دوک ولینگتون تشکیل شده بود. اصطلاحات میدوز باید نمایانگر کاربرد آن دولت باشد. اگر اولین استفاده از این اصطلاحات نباشد، نامه به تایمز مطمئناً یکی از اولین ارائه‌های این واژگان به عموم مردم بود. آنها بلافاصله محبوب شدند و جایگزین «شام» و «هند شرقی» شدند، که به تدریج به کاربردهای جزئی کاهش یافتند و سپس شروع به تغییر معنا کردند.
مفهوم باستان‌شناسی اولیه خاور نزدیک
خاور نزدیک در محافل دیپلماتیک، تجاری و روزنامه‌نگاری همچنان محبوب بود، اما به زودی نوعی تغییر در میان محققان و اهل فن و وابستگان آنها ایجاد شد: خاور نزدیک، که به تمایز کلاسیک و سپس علمی‌ترِ «نزدیک‌تر» و «دورتر» بازگشت. آنها بدون شک نیاز به جداسازی سرزمین‌های کتاب مقدس از قلمرو امپراتوری عثمانی را احساس می‌کردند. مسیحیان این کشور را سرزمین عهد عتیق و جدید می‌دانستند، جایی که مسیحیت در آن توسعه یافته بود. محققان در حوزه مطالعاتی که در نهایت به باستان‌شناسی کتاب مقدس تبدیل شد، تلاش کردند تا آن را بر اساس باستان‌شناسی تعریف کنند.
برای مثال، نشریه «لندن ریویو» در سال ۱۸۶۱ (تلفورد و باربر، بدون امضا) در بررسی چندین اثر از راولینسون، لایارد و دیگران، خود را در حال نگارش چنین تعریف کرد: «... خلاصه‌ای ناقص از نوشته‌های پیکان‌مانند شرق نزدیک؛ نوشته‌هایی که تقریباً کل دوره تاریخ عهد عتیق پس از طوفان را پوشش می‌دهند...» منظور آنها از نوشته‌های پیکان‌مانند، متون خط میخی بود. در دفاع از کتاب مقدس به عنوان تاریخ، آنها گفتند: «ملل اولیه که خانه‌های باشکوه خود را در فرات، دجله و نیل بنا نهادند، دوباره با بایگانی‌های خود در دست، در میان ما هستند...» آنها همچنین ملت‌ها را اینگونه تعریف کردند: «... کشورهایی که بین دریای خزر، خلیج فارس و مدیترانه قرار دارند...» مناطق موجود در فهرست آنها شامل آشور، کلده، بین‌النهرین، ایران، ارمنستان، مصر، عربستان، سوریه، اسرائیل باستان، اتیوپی، قفقاز، لیبی، آناتولی و حبشه بود. هند به صراحت مستثنی شده است. هیچ اشاره‌ای به بالکان نشده است.
باستان‌شناس بریتانیایی، دی. جی. هوگارث، کتاب «خاور نزدیک» را در سال ۱۹۰۲ منتشر کرد که در آن دیدگاه خود را در مورد خاور نزدیک بیان کرده است:
خاور نزدیک اصطلاحی رایج برای منطقه‌ای است که پدربزرگ‌های ما از نامیدن آن به سادگی «شرق» راضی بودند. عموماً تصور می‌شود که مساحت آن با سرزمین‌های کلاسیکی که از نظر تاریخی جالب‌ترین سرزمین‌های روی سطح کره زمین هستند و در حوالی حوضه شرقی دریای مدیترانه قرار دارند، منطبق است؛ اما احتمالاً کمتر کسی می‌تواند به طور صریح بگوید که مرزها کجا باید باشند و چرا.
هوگارت سپس با جزئیات بیشتری به توضیح مکان و چرایی آن می‌پردازد، اما اشاره‌ای به آثار کلاسیک نمی‌کند. تحلیل او ژئوپلیتیکی است. نقشه او خاور نزدیک را با خطوط منظمی ترسیم می‌کند، گویی نقشه‌برداری شده است. این خطوط شامل ایران، بالکان، اما نه سرزمین‌های دانوب، مصر، اما نه بقیه شمال آفریقا می‌شوند. به جز بالکان، این منطقه با خاورمیانه متأخر مطابقت دارد. این منطقه با امپراتوری عثمانی آن زمان از نظر شامل کردن یونان و ایران متفاوت است. هوگارت هیچ مدرکی دال بر آشنایی با مفهوم اولیه معاصر خاورمیانه ارائه نمی‌دهد.
سردرگمی بالکان
در سال‌های پایانی قرن نوزدهم، اصطلاح خاور نزدیک در نظر عموم انگلیسی‌زبانان و همچنین خود امپراتوری عثمانی بی‌اعتبار شد. علت این مسئولیت، قتل‌عام‌های ارمنی‌های مسیحی توسط حمیدیان با انگیزه‌های مذهبی بود، اما به نظر می‌رسید که این مسئولیت به درگیری‌های طولانی مدت بالکان نیز سرایت کرد. برای مدتی، خاور نزدیک اغلب شامل بالکان می‌شد. کتاب «خاور نزدیک» نوشته رابرت هیچنز در سال ۱۹۱۳ با عنوان فرعی «دالماتیا، یونان و قسطنطنیه» منتشر شد.
سر هنری نورمن و همسر اولش
این تغییر در گزارش‌های مسافران بانفوذ بریتانیایی به بالکان مشهود است. در سال ۱۸۹۴، سر هنری نورمن، بارونت اول، روزنامه‌نگار، به خاور دور سفر کرد و پس از آن کتابی با عنوان «مردم و سیاست خاور دور» نوشت که در سال ۱۸۹۵ منتشر شد. منظور او از «شرق دور» سیبری، چین، ژاپن، کره، سیام و مالایا بود. از آنجایی که کتاب موفقیت بزرگی کسب کرد، او در سال ۱۸۹۶ به همراه همسرش به کشورهای بالکان رفت تا جزئیاتی را برای دنباله آن، «مردم و سیاست خاور نزدیک»، که انتشارات اسکریبنر قصد داشت در سال ۱۸۹۷ منتشر کند، تهیه کند. خانم نورمن، که خود نویسنده بود، نامه‌های درخشانی از خانه و شخص مادام زکی، «همسر یک وزیر کابینه ترکیه»، نوشت که به گفته او، زنی فرهیخته بود که در خانه‌ای روستایی پر از کتاب زندگی می‌کرد. در مورد بومیان بالکان، آنها «مردمی نیمه متمدن» بودند.
کتاب برنامه‌ریزی‌شده هرگز منتشر نشد، با این حال نورمن خلاصه‌ی کتاب را، آمیخته با دشنام علیه امپراتوری عثمانی، در مقاله‌ای در ژوئن ۱۸۹۶ در مجله‌ی اسکریبنر منتشر کرد. امپراتوری از یک تمدن روشنفکر که بر بربرها به خاطر خیر خودشان حکومت می‌کرد، به چیزی بسیار کمتر نزول کرده بود. تفاوت، قتل عام‌های حمیدیان بود که حتی در زمانی که این زوج در بالکان سفر می‌کردند، انجام می‌شد. به گفته‌ی نورمن، اکنون امپراتوری توسط "گروه مسلمان" از آسیا تأسیس شده بود که توسط "مجارستان بی‌باک" متوقف شد. علاوه بر این، "یونان از شر ویرانگر عمامه به سر مردمش خلاص شد" و غیره. روس‌ها ناگهان آزادکنندگان کشورهای ستمدیده‌ی بالکان شدند. او با به تصویر کشیدن ارمنی‌ها به عنوان انقلابیونی به نام آزادی با انتظار نجات توسط مداخله‌ی اروپای مسیحی، می‌گوید "اما امید او بیهوده بود." انگلستان "به او پشت کرده بود". نورمن نصیحت خود را با این جمله به پایان رساند: "در بالکان، انسان یاد می‌گیرد که از ترک‌ها متنفر باشد." نورمن مطمئن شد که گلدستون مقاله را بخواند. شاهزاده نیکولاس مونته‌نگرو نامه‌ای نوشت و از او به خاطر مقاله‌اش تشکر کرد.
در سراسر این مقاله، نورمن از «خاور نزدیک» به معنای کشورهایی استفاده می‌کند که «مسئله شرق» در آنها مطرح بود؛ یعنی شامل تمام بالکان. کشورها و مناطقی که ذکر شده‌اند عبارتند از یونان، بلغارستان، صربستان، بوسنی و هرزگوین (که مسلمان بود و از نظر او باید سرکوب می‌شد)، مقدونیه، مونته‌نگرو، آلبانی و رومانی. بقیه قلمرو عثمانی فقط به «شرق» تقلیل یافته است.
ویلیام میلر
اگر ظاهراً نورمن در تلاش برای تغییر سیاست بریتانیا بود، شاید ویلیام میلر (۱۸۶۴-۱۹۴۵)، روزنامه‌نگار و متخصص خاورمیانه، بیشترین تلاش را در این راستا انجام داد. در اصل، او حکم مرگ عصر امپراتوری‌ها را امضا کرد. سقوط امپراتوری عثمانی در نهایت همه افراد دیگر را نیز درگیر خود کرد. میلر در کتاب «سفر و سیاست در خاورمیانه» که در سال ۱۸۹۸ منتشر شد، ادعا کرد که چهار سفر به بالکان، در سال‌های ۱۸۹۴، ۱۸۹۶، ۱۸۹۷ و ۱۸۹۸ داشته و در اصل، متخصص «خاور نزدیک» است، که منظور اصلی او از آن، بالکان بود. جدا از این واقعیت که او در آکسفورد تحصیل کرده و راگبی بازی می‌کرد، جزئیات زندگینامه زیادی منتشر نشده است. او در واقع (صرف نظر از ارتباطات رسمی‌اش، اگر ارتباطی وجود داشته باشد)، یکی از افراد مهم اطلاعات خاورمیانه بریتانیا بود.
از نظر میلر، مقامات عثمانی برای حکومت کردن نامناسب بودند:
واقعیت آشکار این است که برای یک مقام عثمانی، صادق بودن به همان اندازه سخت است که برای شتری که از سوراخ سوزن وارد می‌شود. این تقصیر افراد نیست، بلکه تقصیر سیستم است که از بالا تا پایین کاملاً بد است... مدیریت ترکیه مترادف با فساد، ناکارآمدی و تنبلی است.
این سخنان، سخنانی ستیزه‌جویانه از کشوری بود که زمانی اصرار داشت اروپا به ترکیه نیاز دارد و حاضر بود بر سر آن خون بریزد. میلر برای اعتبار خود، مردم را فرا می‌خواند، به «خرد جمعی» اروپا استناد می‌کند و مفهومی را معرفی می‌کند که در دهه‌های بعدی بارها در شرایط دلهره‌آور مطرح شد: «... هنوز هیچ راه حل نهایی برای این مشکل پیدا نشده است.»
اظهارات نهایی میلر در مورد این موضوع را نه دولت بریتانیا و نه دولت عثمانی نمی‌توانستند نادیده بگیرند:
پس باید بررسی کرد که آیا قدرت‌های بزرگ می‌توانند مسئله شرق را حل کنند یا خیر... خارجی‌ها درک سیاست خارجی و به ویژه سیاست شرقی بریتانیای کبیر را بسیار دشوار می‌یابند و ما نمی‌توانیم از دشواری آنها تعجب کنیم، زیرا برای خود انگلیسی‌ها انبوهی از تناقضات به نظر می‌رسد... در یک لحظه ما با فرستادن ناوگان ترکیه به قعر خلیج ناوارینو، استقلال یونان را به ارمغان می‌آوریم. بیست و هفت سال بعد، ما مبالغ هنگفتی را صرف می‌کنیم و هزاران نفر را به خاطر محافظت از ترک‌ها در برابر روسیه به خطر می‌اندازیم.
اگر امپراتوری بریتانیا اکنون قصد داشت در کنار امپراتوری روسیه قرار گیرد، امپراتوری عثمانی چاره‌ای جز ایجاد رابطه با امپراتوری اتریش-مجارستان که توسط امپراتوری آلمان حمایت می‌شد، نداشت. در عرض چند سال، این اتحادها به اتحاد مثلث و اتحاد مثلث (که در سال ۱۸۸۲ تشکیل شده بود) تبدیل شدند که تا حدودی از علل جنگ جهانی اول بودند. تا پایان آن در سال ۱۹۱۸، سه امپراتوری از بین رفته بودند، امپراتوری چهارم در آستانه سقوط به دلیل انقلاب بود و دو امپراتوری دیگر، بریتانیا و فرانسه، مجبور به تسلیم در انقلاب‌هایی شدند که تحت حمایت ایدئولوژی‌های خودشان آغاز شده بود.
آرنولد توینبی
تا سال ۱۹۱۶، زمانی که میلیون‌ها اروپایی در سنگرهای اروپای شرقی و غربی بر سر «مسئله شرق» قربانی جنگ امپریالیستی می‌شدند، آرنولد جی. توینبی، مورخ هگلی تمدن، در مورد خاور نزدیک به متافیزیک روی آورده بود. او معتقد بود که جغرافیا به تنهایی توضیح کافی برای این اصطلاحات نیست. اگر امپراتوری عثمانی بیمار بوده است، پس:
چیزی بیمارگونه در تاریخ این جهان خاور نزدیک وجود داشته است. این جهان سهم ناروایی از بدشانسی‌های سیاسی داشته و قرن‌ها در نوعی فلج معنوی بین شرق و غرب گرفتار بوده است - به هیچ‌کدام تعلق نداشته، به طور متناقضی از هر دو بهره‌مند بوده و کاملاً ناتوان از آن بوده که خود را قاطعانه به یکی از آنها متصل کند.
او که گمان می‌کرد حالش بد است، آن را از بین می‌برد: «خاور نزدیک هیچ‌وقت به اندازه‌ی فروپاشی هولناکش به خودش وفادار نبوده است؛ گذشته و حال در شعله‌ور شدنش در هم می‌آمیزند.» برای توینبی، خاور نزدیک موجودی معنوی با «شخصیت ژانوس» بود که هم به شرق و هم به غرب متصل بود:
مرزهای خاور نزدیک به راحتی قابل تعریف نیستند. در شمال غربی، وین بارزترین علامت مرزی است، اما تقریباً می‌توان به همان اندازه تریسته یا لووف یا حتی پراگ را نیز مشخص کرد. در جنوب شرقی، مرزها حتی مبهم‌تر هستند. شاید بهتر باشد آنها را با مرزهای زبان عربی برابر دانست، اما نبوغ خاور نزدیک بر موانع زبانی غلبه می‌کند و از یک سو به جهان عرب زبان و از سوی دیگر به جهان آلمانی زبان تجاوز می‌کند. سوریه اساساً یک کشور خاور نزدیک است و یک جغرافیدان فیزیکی بدون شک مرزهای خاور نزدیک را تا کمربند بیابانی صحرا، نفود و کویر امتداد می‌دهد.
از مرگ خاورمیانه، ملت‌های جدیدی توانستند از خاکستر آن برخیزند، به‌ویژه جمهوری ترکیه. به‌طور متناقضی، اکنون این جمهوری خود را با غرب همسو کرده بود تا با شرق. مصطفی کمال آتاترک، بنیانگذار آن، یک افسر عالی‌رتبه سابق عثمانی، بر این انقلاب اجتماعی اصرار داشت، انقلابی که در کنار سایر تغییرات، زنان را از قوانین سختگیرانه‌ای که هنوز در اکثر کشورهای عرب‌زبان برقرار است، آزاد کرد. زوال خاورمیانه سیاسی اکنون شکافی را در جای خود ایجاد کرد که خاورمیانه به آن وارد شد.
ظهور خاورمیانه
ریشه مفهوم خاورمیانه
اصطلاح خاورمیانه به عنوان اسم و صفت در قرن نوزدهم تقریباً در هر زمینه‌ای به جز دیپلماسی و باستان‌شناسی رایج بود. به نظر می‌رسد تعداد بی‌شماری از مکان‌ها، از باغ‌ها گرفته تا مناطق، از جمله ایالات متحده، خاورمیانه‌های خود را داشته‌اند. ابداع اصطلاح خاور نزدیک به معنای متصرفات امپراتوری عثمانی در اوایل جنگ کریمه، یک شکاف جغرافیایی ایجاد کرده بود. هند شرقی یا "خاور دور"، در نهایت از "هند آن سوی گنگ" بطلمیوس گرفته شده است. امپراتوری عثمانی در مرز شرقی عراق پایان یافت. "هند این سوی گنگ" و ایران حذف شده بودند. باستان‌شناسان ایران را به عنوان خاور نزدیک در نظر گرفتند زیرا خط میخی فارسی باستان در آنجا یافت شده بود. این کاربرد به مذاق دیپلمات‌ها خوش نیامد؛ هند در وضعیتی مبهم قرار گرفت. آنها به یک اصطلاح منطقه‌ای نیاز داشتند.
ظاهراً استفاده از اصطلاح خاورمیانه به عنوان منطقه‌ای از امور بین‌المللی در محافل دیپلماتیک بریتانیا و آمریکا کاملاً مستقل از یکدیگر و به دلیل نگرانی از امنیت یک کشور واحد آغاز شد: ایران، که در آن زمان در غرب با نام پرشیا شناخته می‌شد. در سال ۱۹۰۰، توماس ادوارد گوردون مقاله‌ای با عنوان «مسئله خاورمیانه» منتشر کرد که با این عبارت آغاز می‌شد:
می‌توان فرض کرد که حساس‌ترین بخش سیاست خارجی ما در خاورمیانه، حفظ استقلال و تمامیت ارضی ایران و افغانستان است. علاقه‌ی فعال ما به ایران از قرن حاضر آغاز شد و به دلیل این باور بود که حمله‌ی یک قدرت اروپایی به هند یک اتفاق محتمل است.
تهدیدی که گوردون، دیپلمات و افسر نظامی، را به انتشار این مقاله واداشت، از سرگیری کار بر روی راه‌آهن از روسیه به خلیج فارس بود. گوردون، نویسنده‌ای که آثارش منتشر شده است، قبلاً از این اصطلاح استفاده نکرده بود، اما از آن به بعد قرار بود از آن استفاده کند.
آلفرد تایر ماهان، دومین شخصیت استراتژیک از محافل دیپلماتیک و نظامی آمریکا، که نگران آسیب‌پذیری دریایی مسیرهای تجاری در خلیج فارس و اقیانوس هند بود، در سال ۱۹۰۲ اظهار داشت:
خاورمیانه، اگر اجازه داشته باشم اصطلاحی را که ندیده‌ام، به کار ببرم، روزی به مالت و همچنین جبل‌الطارق خود نیاز خواهد داشت؛ این به معنای آن نیست که هیچ‌کدام در خلیج فارس نخواهند بود. نیروی دریایی از کیفیت تحرکی برخوردار است که امتیاز غیبت‌های موقت را با خود به همراه دارد؛ اما باید در هر صحنه عملیاتی، پایگاه‌های تثبیت‌شده‌ای برای بازسازی، تدارکات و در صورت بروز فاجعه، امنیت پیدا کند. نیروی دریایی بریتانیا باید این امکان را داشته باشد که در صورت لزوم، نیروها را در اطراف عدن، هند و خلیج فارس متمرکز کند.
ظاهراً ملوان با سرباز ارتباط برقرار نکرد، زیرا ماهان معتقد بود که او اصطلاح خاورمیانه را ابداع کرده است. با این حال، از قبل آنجا بود و باید دیده می‌شد.
مفهوم منطقه واحد
تا دوره بین دو جنگ جهانی پس از جنگ جهانی اول، اصطلاحات خاور نزدیک و خاورمیانه در کنار هم وجود داشتند، اما از نظر مفسران غربی همیشه به عنوان دو اصطلاح مجزا دیده نمی‌شد. برترام لنوکس سیمپسون، روزنامه‌نگاری که مدتی به عنوان افسر سرویس گمرک دریایی چین خدمت کرده بود، هر دو اصطلاح را در اثر خود در سال ۱۹۱۰ با عنوان «منازعه رنگ: آشوب تهدیدآمیز در سراسر جهان» به عنوان «خاور نزدیک و خاورمیانه» ترکیب کرد. به گفته سیمپسون، منطقه ترکیبی شامل «هند، افغانستان، ایران، عربستان سعودی، آسیای صغیر و در آخر، اما نه کم‌اهمیت‌تر، مصر» بود و توضیح داد که مناطق فوق‌الذکر در واقع «از نظر سیاسی یک منطقه بودند - علیرغم تقسیماتی که از نظر دانشگاهی به آن تقسیم شده است».
سیمپسون در کتاب «تضاد رنگ»، استدلال کرد که آنچه این مناطق را متحد می‌کرد، رنگ پوست آنها و این واقعیت بود که همه آنها تحت حکومت استعماری اروپا بودند. این اثر شامل یک «نمودار رنگی» از جهان بود که آن را به طیفی از نژادهای «سیاه»، «قهوه‌ای»، «زرد» و «سفید» تقسیم می‌کرد. سیمپسون همچنین «مسئله شرق» (یک مسئله دیپلماتیک مربوط به زوال امپراتوری عثمانی در قرن نوزدهم) را به «مسئله خاور نزدیک» تغییر داد، که آن را پیرامون موضوع آینده استعمار اروپایی در خاور نزدیک بازنویسی کرد و در مورد «مرد سفید» نوشت:
... در هند، آسیای مرکزی و در تمام مناطق مجاور خاور نزدیک، او هنوز هم جسورانه یک فاتح باقی می‌ماند که بخش‌های وسیعی از سرزمین‌های ارزشمند را در اختیار دارد؛ فاتحی که قصد ندارد فتوحات خود را به راحتی واگذار کند و در واقع در هر تلاشی برای تغییر نظم قدیمی امور، یک شورش بسیار نفرت‌انگیز و غیرقابل توجیه می‌بیند که باید به هر قیمتی سرکوب شود. این کاملاً درست است که هیچ فرد صادقی تمایلی به انکار آن ندارد.
بنابراین می‌توان گفت که روح صلیبیون هنوز در آن عرض‌های جغرافیایی که برای ایجاد انسجام جغرافیایی و سیاسی، در اینجا به طور کلی خاورمیانه و خاور نزدیک نامیده می‌شوند، پابرجاست؛ و با استفاده از یک عبارت تا حدودی خطرناک اما روشنگر، حتی می‌توان ادعا کرد که امروزه، مانند گذشته، مرد سفیدپوست و صلیب همچنان کورکورانه در مقابل مرد قهوه‌ای و اسلام‌گرایی، هندوئیسم و آنچه این عقاید مطرح می‌کنند، قرار دارند، همانطور که متعصب‌ترین افراد سازش‌ناپذیر می‌توانند آرزو کنند.
به گفته سیمپسون، دلیل اینکه «مسئله خاور نزدیک» در جهان غرب (در مقایسه با مسائل دیپلماتیک و سیاسی در خاور نزدیک) تا این حد بد فهمیده شده است، این است که «هیچ کار خوبی در مورد این مشکلات به عنوان یک کل وجود ندارد و در نتیجه سوءتفاهم‌های زیادی وجود دارد.»
یک منطقه فرضی، یک نام
اصطلاح خاورمیانه و خاور نزدیک، چند سالی قبل از جنگ جهانی اول رواج داشت. این اصطلاح برای دیدگاه استعماری که کل منطقه را به عنوان یک واحد می‌دید، کمتر قابل قبول بود. در سال ۱۹۱۶، کاپیتان تی. سی. فاول، چهلمین پاتانی (نیروهای هند بریتانیا)، از سفری که درست قبل از جنگ از کراچی به سوریه داشته بود، نوشت. این کتاب حتی یک مورد از خاورمیانه را شامل نمی‌شود. در عوض، کل منطقه خاورمیانه در نظر گرفته می‌شود. بخش‌هایی که قبلاً خاورمیانه نامیده می‌شدند، اکنون «ترکی» هستند و نه عثمانی.
پس از آن، با بی‌آبرویی خاورمیانه در محافل دیپلماتیک و نظامی، خاورمیانه غالب شد. با این حال، خاورمیانه در برخی محافل به صلاحدید آژانس یا دپارتمان دانشگاهی تعریف‌کننده ادامه می‌یابد. آنها عموماً مانند تعریف اولیه خود، مناطق مجزا در نظر گرفته نمی‌شوند.
اگرچه تعاریف نژادی و استعماری خاورمیانه دیگر از نظر ایدئولوژیکی صحیح تلقی نمی‌شوند، اما احساس وحدت همچنان پابرجاست. برای بخش عمده‌ای از خاورمیانه، اما نه به هیچ وجه همه آن، غلبه اسلام و همچنین پیوستگی جغرافیایی نوعی وحدت ایجاد می‌کند. در غیر این صورت، جز تاریخ و عرف، مبنای چندانی برای کنار هم قرار دادن مردمانی با زبان‌ها، حکومت‌ها، وفاداری‌ها و آداب و رسوم متعدد و اغلب نامرتبط وجود ندارد.